# Передовой батальон
Передовой батальон — советский военный термин времён Великой Отечественной войны, который обозначал усиленный мотострелковый, стрелковый или танковый батальон, предназначенный для разведки боем подготовленных оборонительных рубежей противника непосредственно перед наступлением главных сил.
Первое применение передовых батальонов в Красной Армии состоялось во время Великой Отечественной войны в 1942 году. Их основным назначением считалось прощупывание вражеского переднего края для предотвращения нанесения по нему артиллерийских и авиационных ударов в тех случаях, когда эти позиции были временно оставлены частями противника. Помимо этого передовые батальоны занимались уточнением характера и конфигурации его оборонительных линий, захватом пленных, важных опорных пунктов, образцов вооружений и т. п. Их ввод в бой на широком фронте вводил противника в заблуждение относительно истинного направления главного удара, что создавало благоприятные условия для развития наступления главных сил.
Передовые батальоны начинали выполнение своих задач за сутки или за несколько часов до начала наступления дивизионных (корпусных) ударных группировок; их состав усиливался средствами противотанковой обороны, танками, а действия поддерживались артиллерией и авиацией. В дополнение ко всему, их боевая работа сопровождалась усиленной разведкой и наблюдением всех видов за текущей активностью неприятеля.
Начиная с середины 50-х годов XX века понятие «передовой батальон» перестало применяться в официальном документобороте и военной литературе.